# Stationnement en épi

Stationnement en épi.

Stationnement en épi, Japon

Un stationnement en épi désigne une organisation du stationnement pour laquelle l'axe des emplacements de stationnement et celui de l'allée de circulation ne sont ni perpendiculaires ni parallèles.

## Historique
Ce mode de stationnement en oblique est ancien et existait déjà à Philadelphie en 1930.
Dans les années 2020, plusieurs villes en France ou en Europe suppriment le stationnement en épi, Paris s'étant donné l'objectif de les éliminer en totalité d'ici 2026, notamment pour sécuriser les piétons et les cyclistes : « les voitures en épi débordent sur la bande cyclable (...) les voitures reculent pour sortir du stationnement ne voient absolument pas les gens qui arrivent, et donc sont obligées de sortir à l'aveugle ».

## Typologie
Bien qu'il n'existe pas de règle en la matière, autre que l'usage, on distingue couramment trois types de stationnement en épi : à 45°, à 60° et à 75°.
Il n’existe pas non plus de norme internationale, ni européenne définissant les dimensions minimales d´emplacements de stationnement et de circulations les desservant. Chaque pays a sa propre réglementation.
En France par exemple la Norme NF P 91-100 définit ces dimensions minimales pour les parcs de stationnement. Sur chaussées, les spécifications ne concernent que la nature et la largeur des lignes.

### Marche avant
« Le stationnement en épi ou en bataille, lorsqu’il s’effectue en marche avant, rend délicate la réinsertion dans la circulation, faute de visibilité, la manœuvre d’entrée dans la place occasionne toutefois moins de gêne aux autres usagers. »

— CEREMA

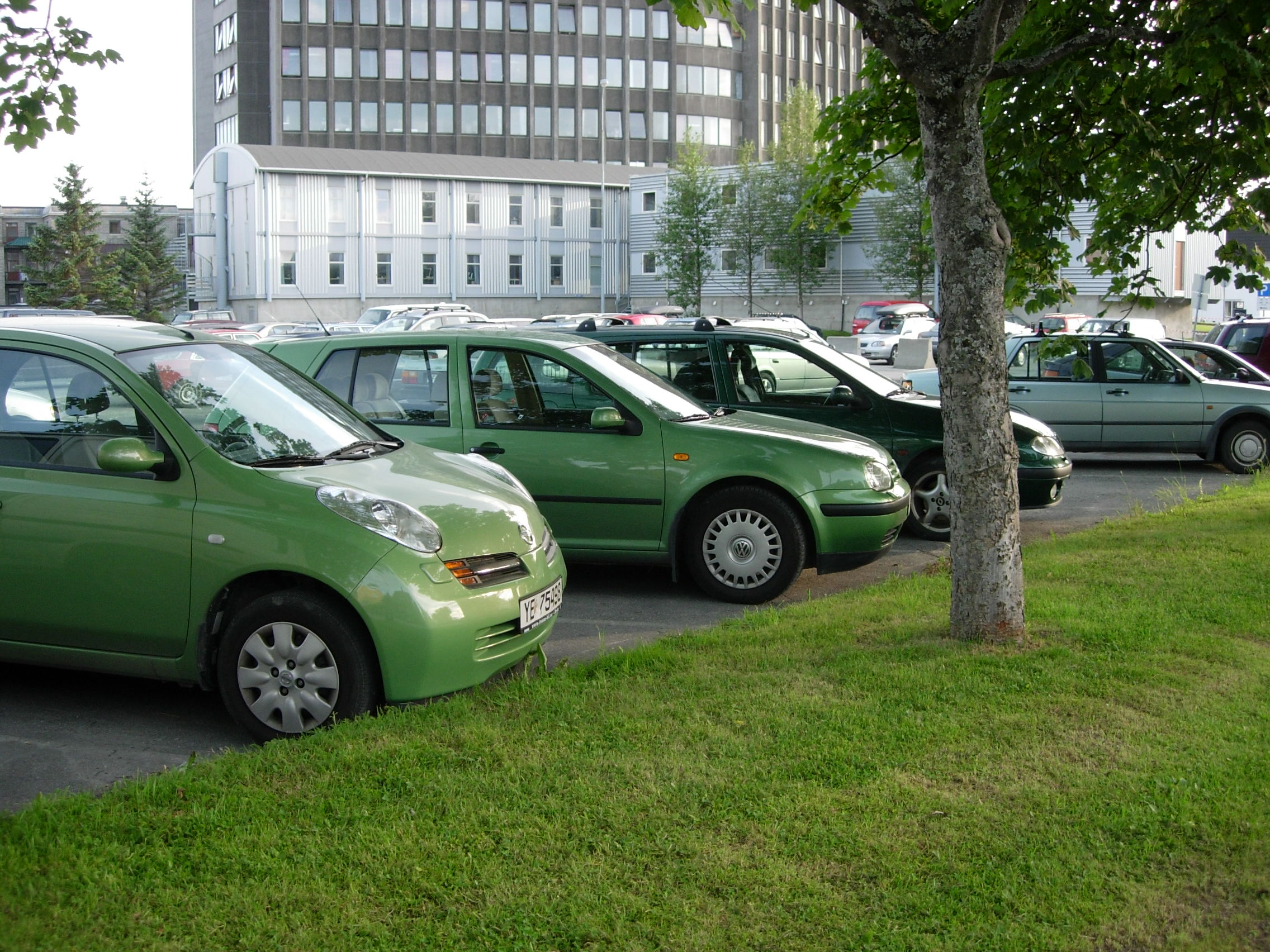
Stationnement en épi marche avant.

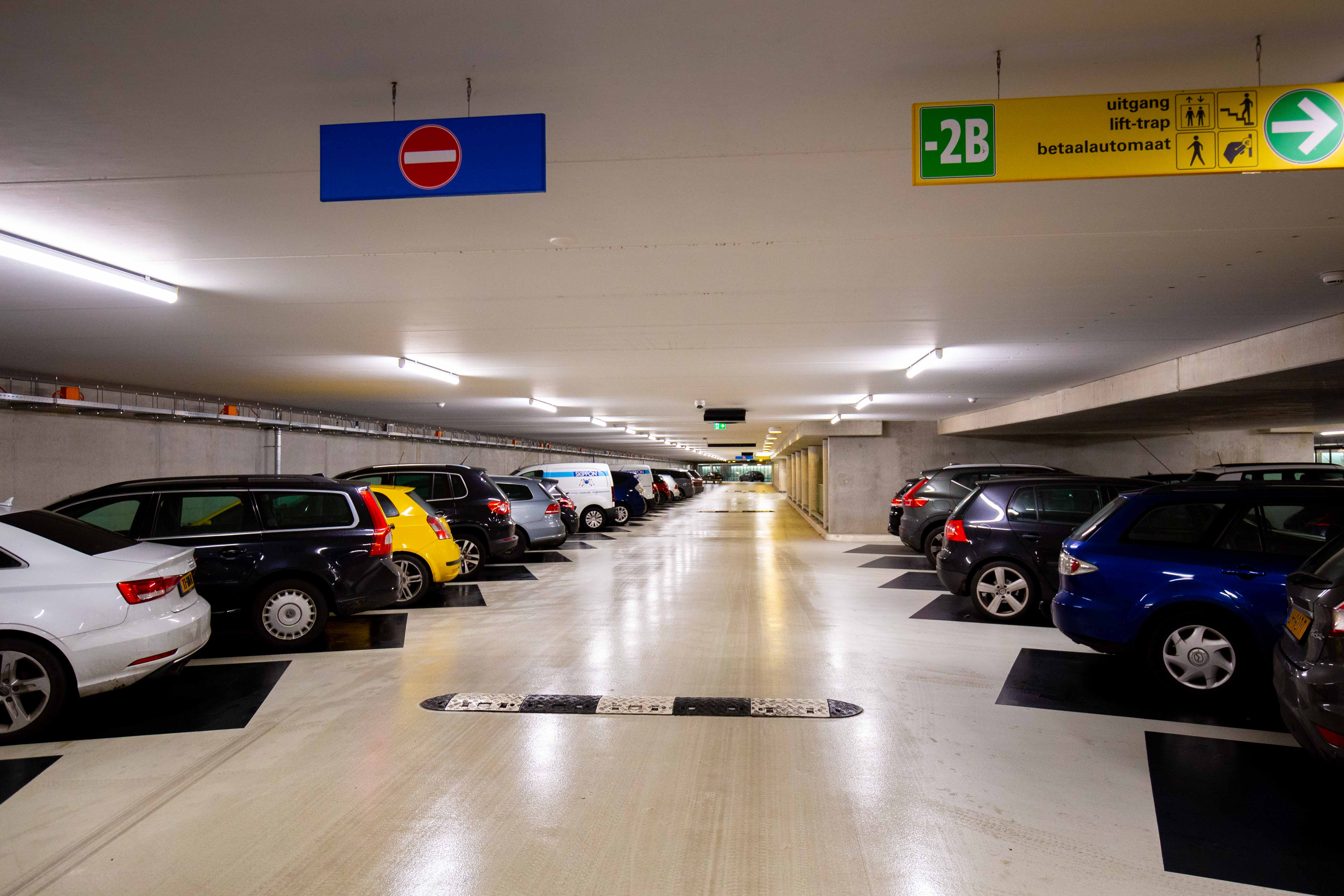
Stationnement en épi marche avant dans un parking couvert.

On distingue les trois cas suivants.

Stationnement en épi à 45° pour voitures particulières
Stationnement en épi à 60° pour voitures particulières
Stationnement en épi à 75° pour voitures particulières

### Marche arrière
« Lorsqu’il [le stationnement en épi] s’effectue en marche arrière, cette difficulté [l'insertion dans la circulation] est atténuée. Une surlargeur (marge de recul) permet d’offrir une meilleure visibilité à l’automobiliste reculant, de plus, elle favorise l’anticipation de l’usager en approche. Le chargement du véhicule est également facilité. Les autres usagers sont toutefois davantage gênés lors de la manœuvre de stationnement »

— CEREMA

## Aide électronique à la conduite
Certains constructeurs automobiles offrent des services d'aide au stationnement en épi, notamment avec des systèmes de stationnement automatique.

## Exemples

### Gare routière

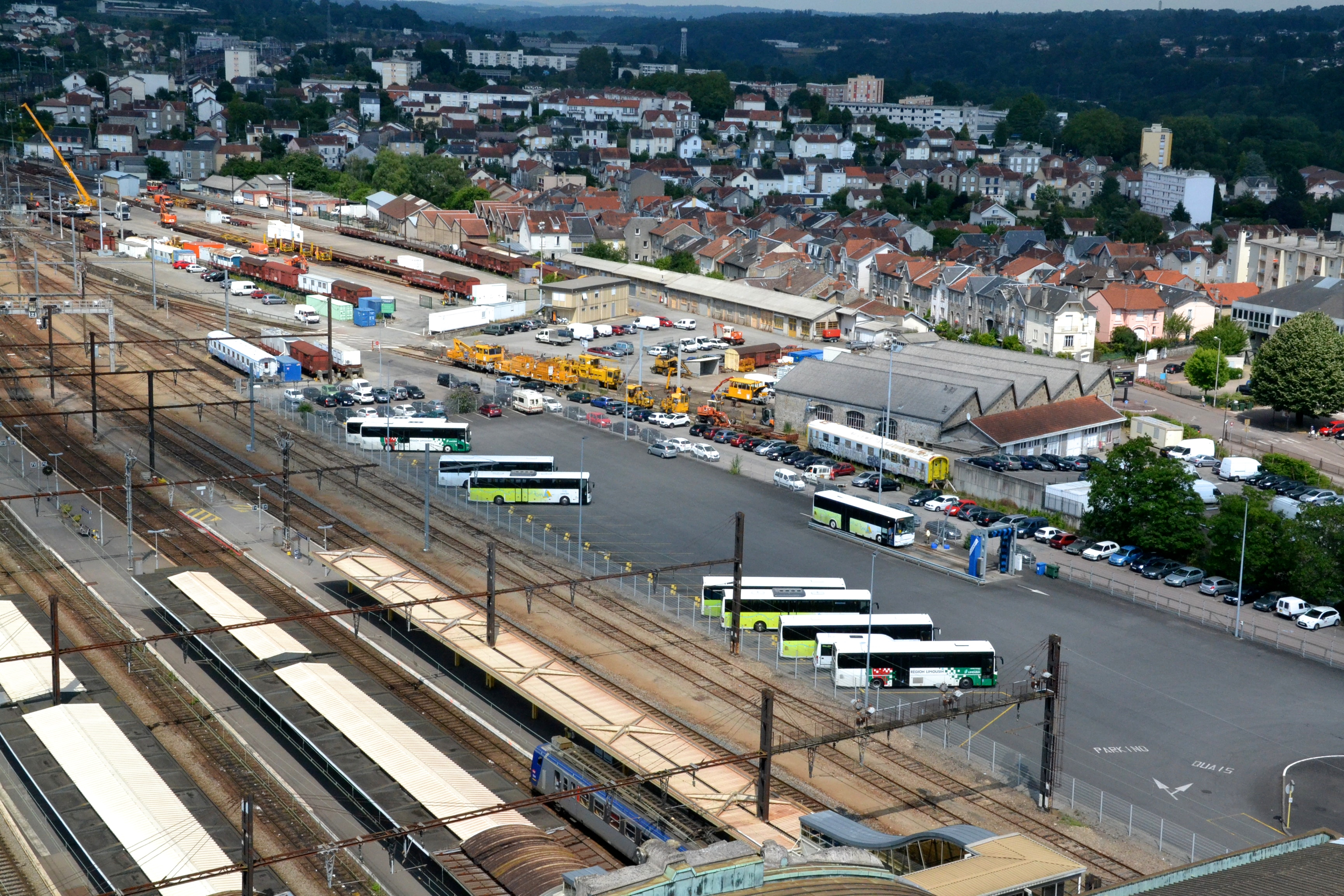
Autocars sur un stationnement en épi, à la gare routière du Centre intermodal d'échanges de Limoges

En France, le stationnement en épi est adopté par certaines gares routières, notamment la gare routière de Toulouse ou la gare routière de la gare d'Aix-en-Provence.

### Aire de repos
Le stationnement en épi est utilisé pour certaines aires de repos pour les camions (notamment avec semi-remorque) et pour les voitures attelées avec une remorque ou une caravane. Le stationnement et la sortie sont en marche avant, ce qui simplifie les manœuvres pour les véhicules articulés.

Stationnement en épi sur une aire de repos.
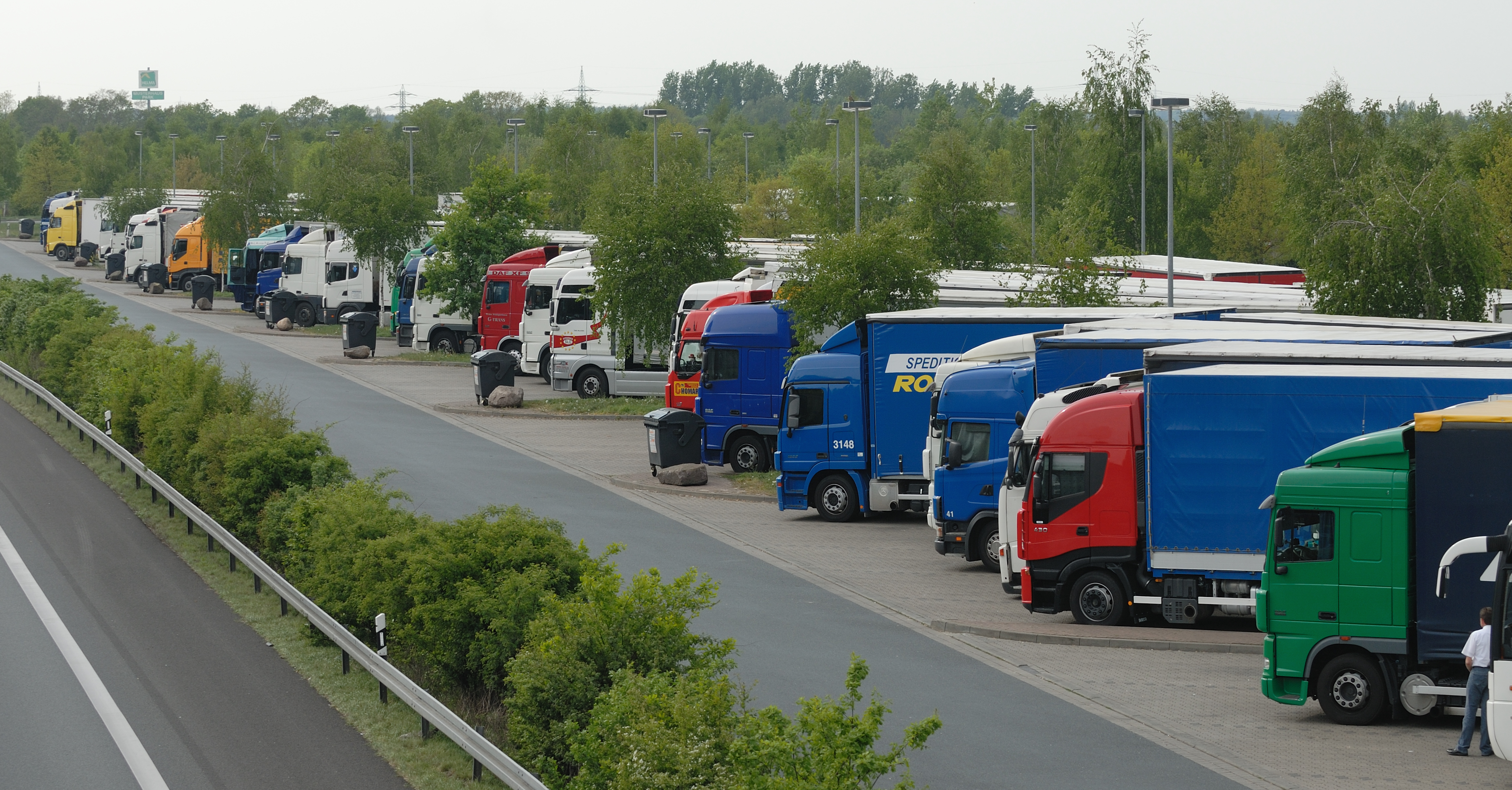
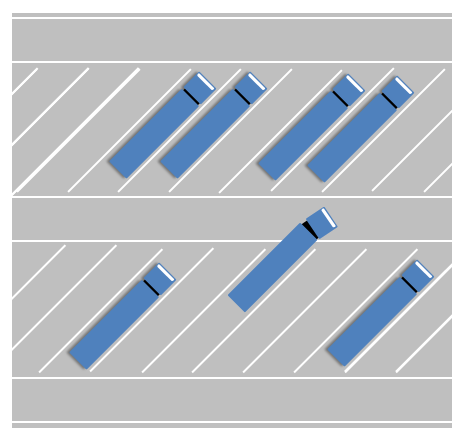
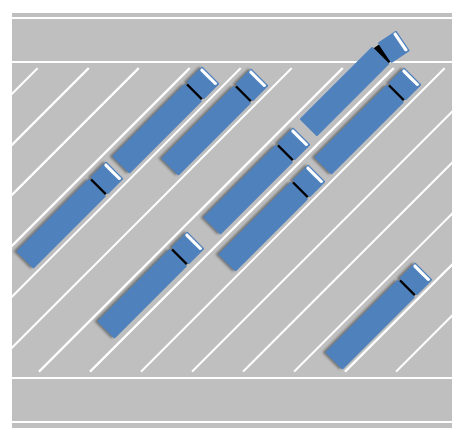